# Sustut River
Der Sustut River ist ein orographisch linker Nebenfluss des Skeena River in der kanadischen Provinz British Columbia.

## Flusslauf
Der Sustut River hat seinen Ursprung im Sustut Lake in den Omineca Mountains westlich des Williston Lake. Der Sustut River fließt anfangs kurz in nordwestlicher Richtung, wendet sich dann aber nach Süden. Im Unterlauf fließt der Fluss nach Westen und mündet in den Skeena River. Größere Nebenflüsse sind Astika River und Bear River. Der Sustut River hat eine Länge von etwa 100 km.
Das Schutzgebiet Sustut Provincial Park and Protected Area befindet sich am Ostufer des Sustut River oberhalb der Einmündung des Bear River.